# Rio Songacha

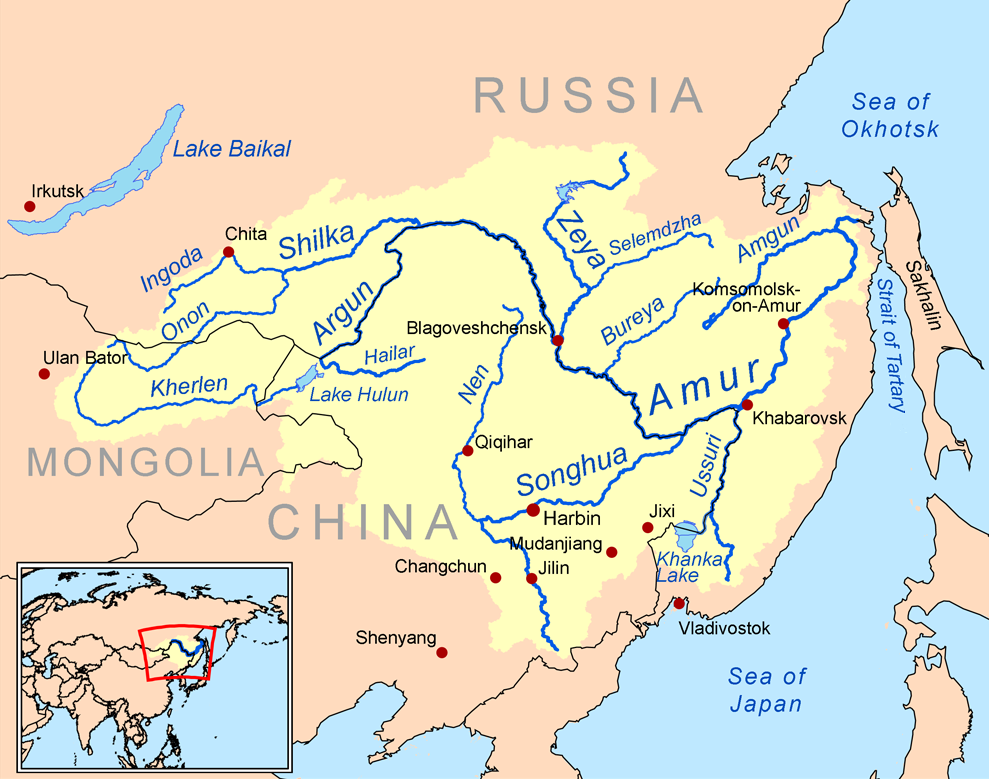
O Rio Songacha nasce no Lago Khanka e desagua no Rio Ussuri que faz parte da Bacia Hidrográfica do Rio Amur.

O rio Songacha ou Sungacha (em russo:  Сунгача, 松阿察河 em chinês e Sōngàchá Hé em Pīnyīn) é um rio na fronteira entre a Federação Russa e a República Popular da China. É um tributário do rio Ussuri, além de ser o único desaguadouro do Lago Khanka. 
Tem entre 180 km a 210 km de comprimento, variando em virtude da mudança do leito anual, e a sua área de drenagem é de aproximadamente 25600 km². O rio apresenta uma rica diversidade de flora e fauna em sua bacia, incluindo a Nelumbo nucifera.
As águas do Songacha são provenientes de chuva, neve e nascentes.